# Adam Menelaws

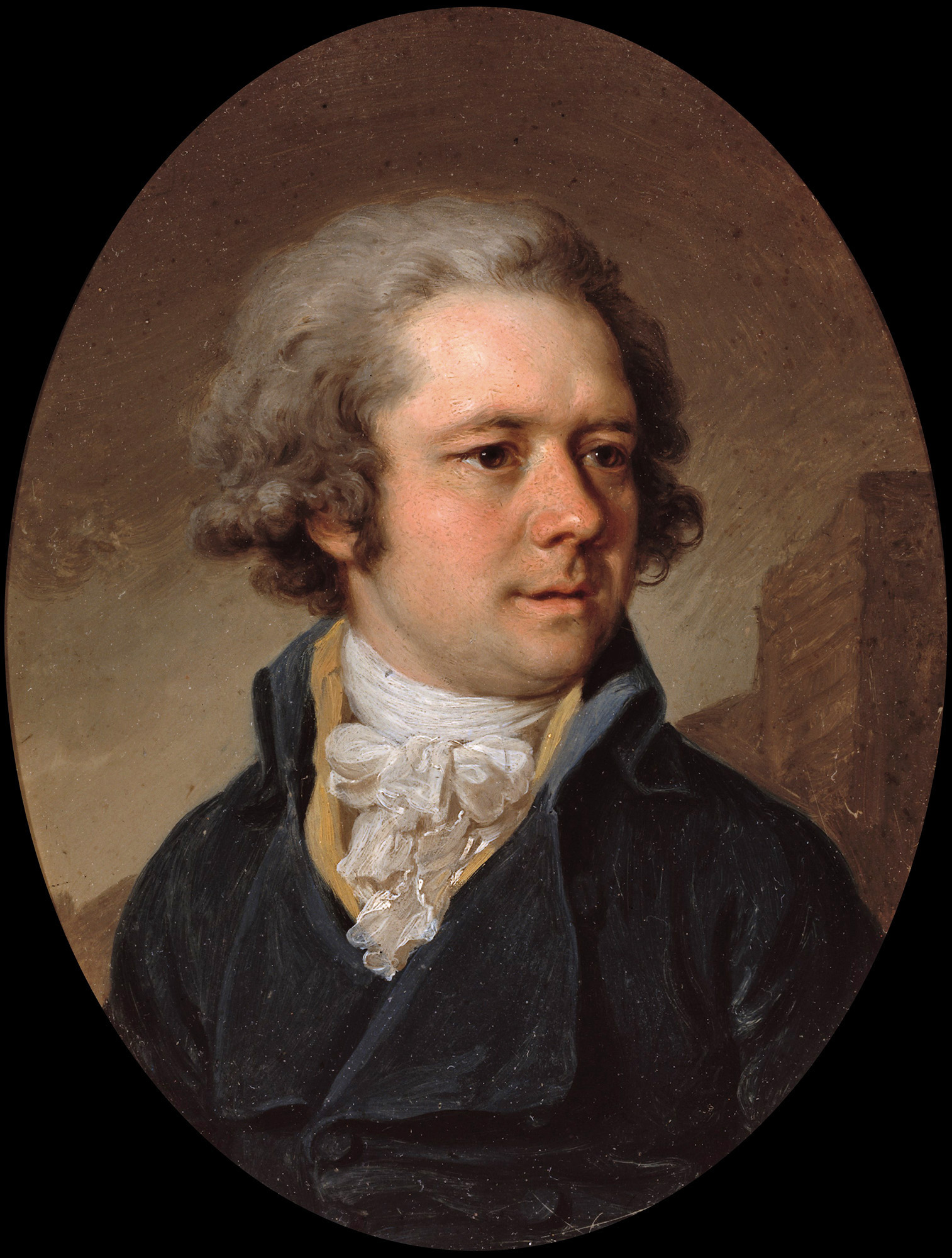
Adam Menelaws (W. L. Borowikowski, etwa 1790, Russisches Museum)

Adam Menelaws (russisch Адам Адамович Менелас; * 1753 in Edinburgh; † 31. Augustjul. / 12. September 1831greg. in St. Petersburg) war ein schottisch-russischer Architekt.

## Leben
Auf ein Inserat von Charles Cameron im Auftrag von Katharina II. in einer Zeitung in Edinburgh zog Menelaws 1784 nach Russland und arbeitete in Zarskoje Selo bei Cameron. Ab Mitte 1785 arbeitete er in Torschok und Mogiljow bei Nikolai Alexandrowitsch Lwow.
Ab 1800 war Menelaws Architekt der Grafen Rasumowski. 1798 wurde Menelaws Architekt der Schule für praktische Landwirtschaft in Zarskoje Selo. Nach dem Tod Lwows 1803 führte Menelaws eigene Bauprojekte für private Auftraggeber in der Ukraine, bei Moskau und in Moskau durch. Ab 1816 war er Architekt der Grafen Stroganow für das Herrenhaus Marino bei Tosno. Von 1825 bis zu seinem Tod 1831 war er erster Hausarchitekt von Zar Nikolaus I.
Menelaws wurde in Zarskoje Selo begraben.

## Werke

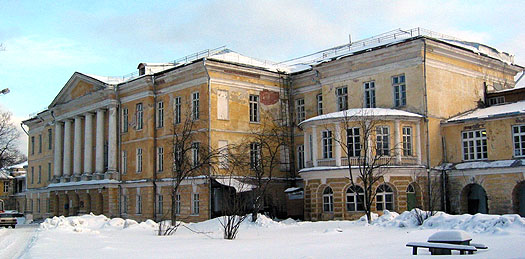
Herrenhaus Gorenki der Grafen Rasumowski, Balaschicha
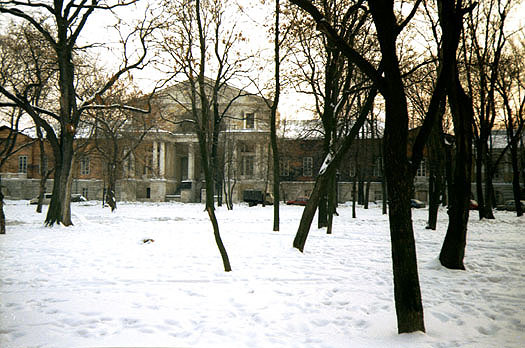
Herrenhaus Rasumowski, Moskau
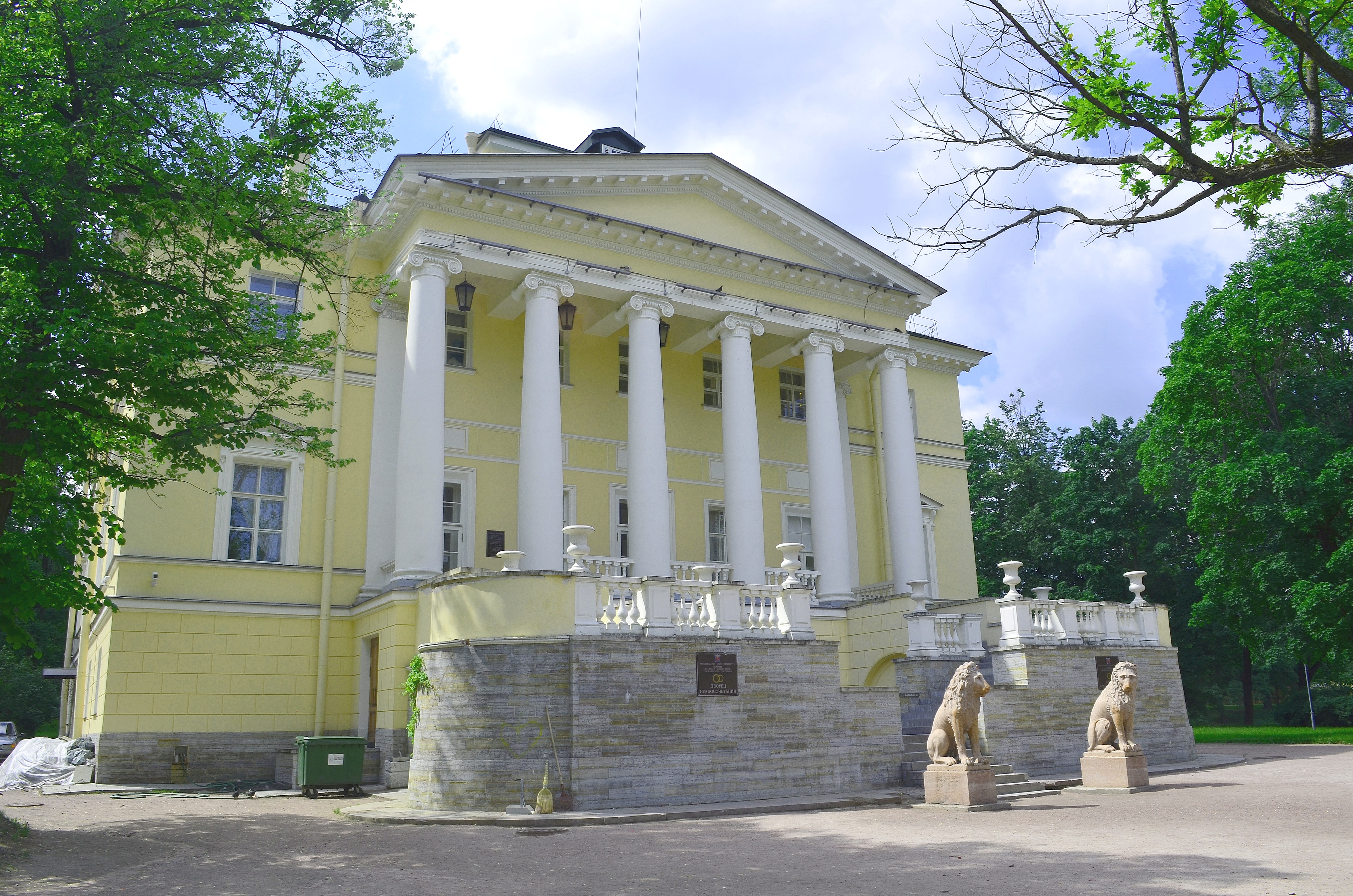
Datsche der Staatsdame M. W. Kotschubei (1817–1824), Zarskoje Selo
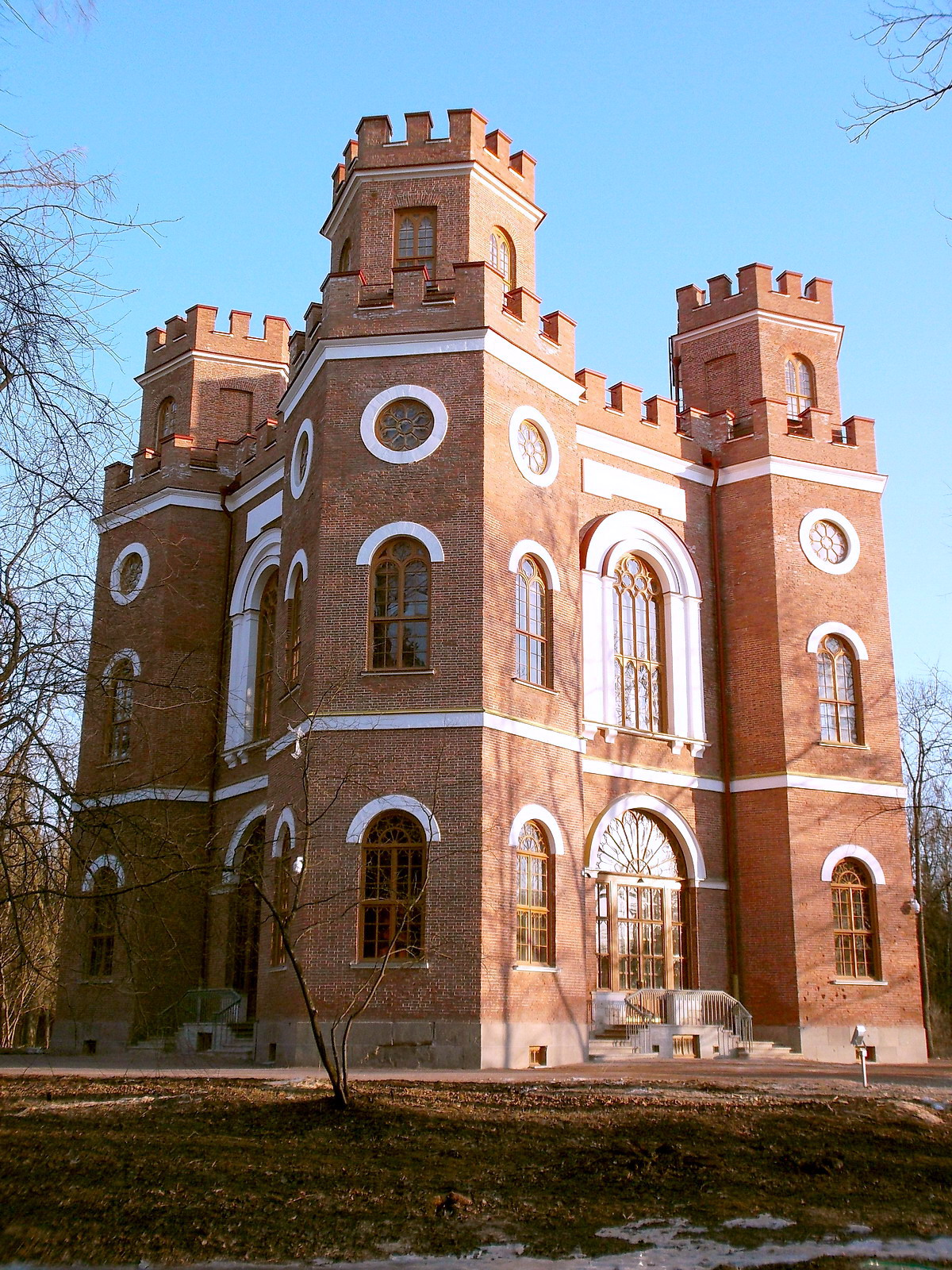
Arsenal (1819–1834), Alexander-Park, Zarskoje Selo
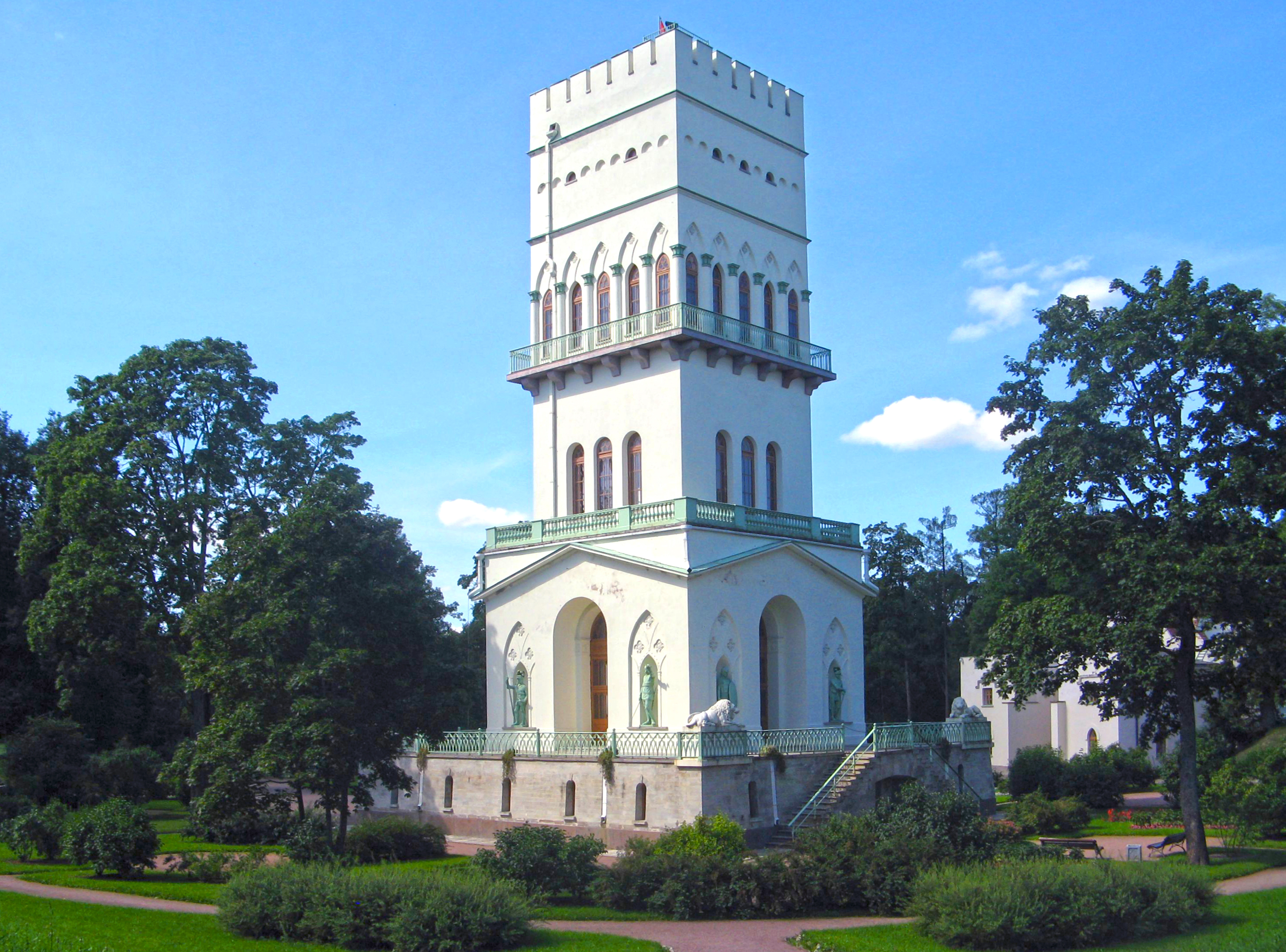
Weißer Turm (1821–1827), Alexander-Park, Zarskoje Selo
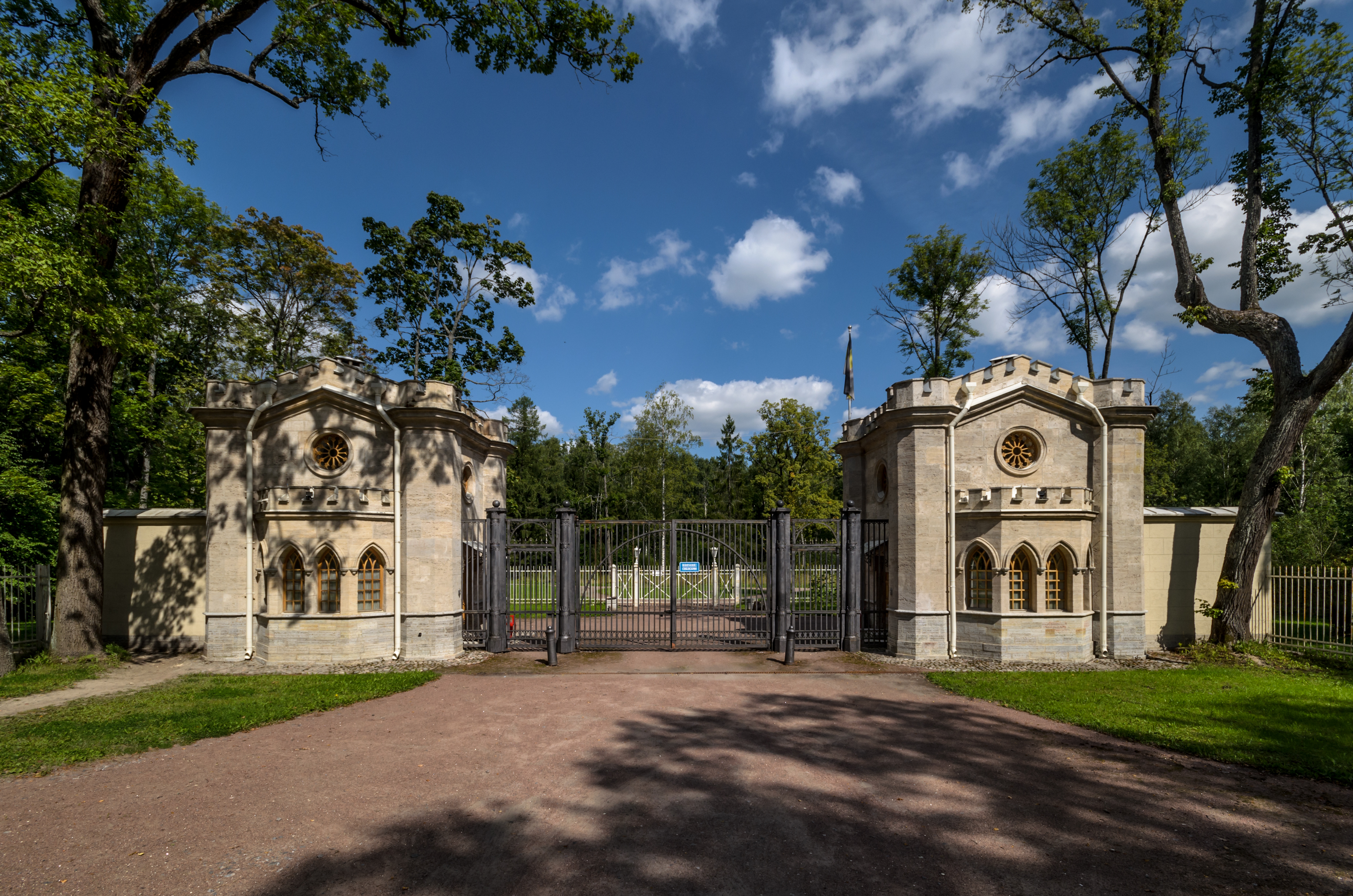
Krasnosselski-Tor (1823–1824), Alexander-Park, Zarskoje Selo
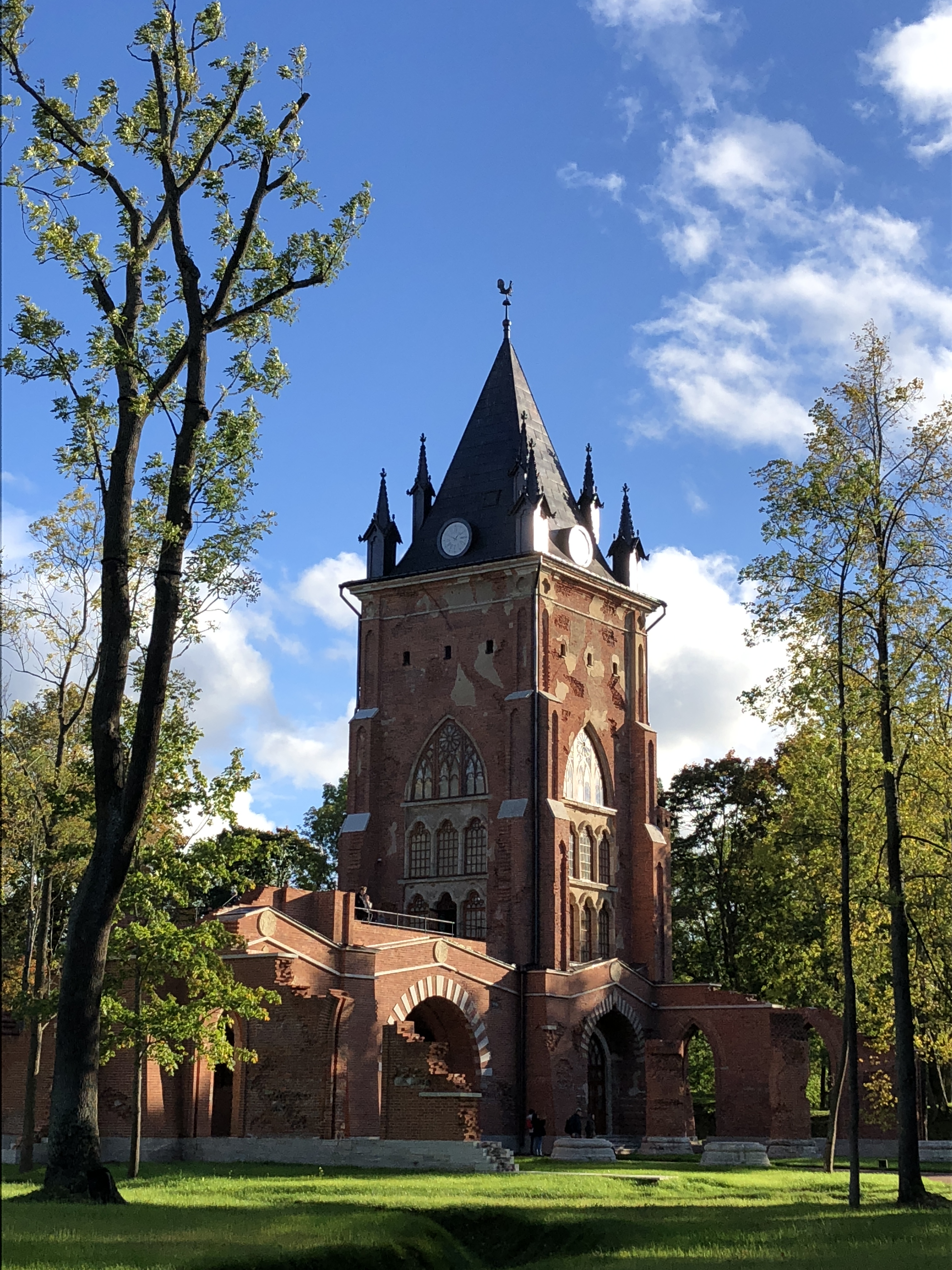
Pavillon Chapelle (1825–1828), Alexander-Park, Zarskoje Selo
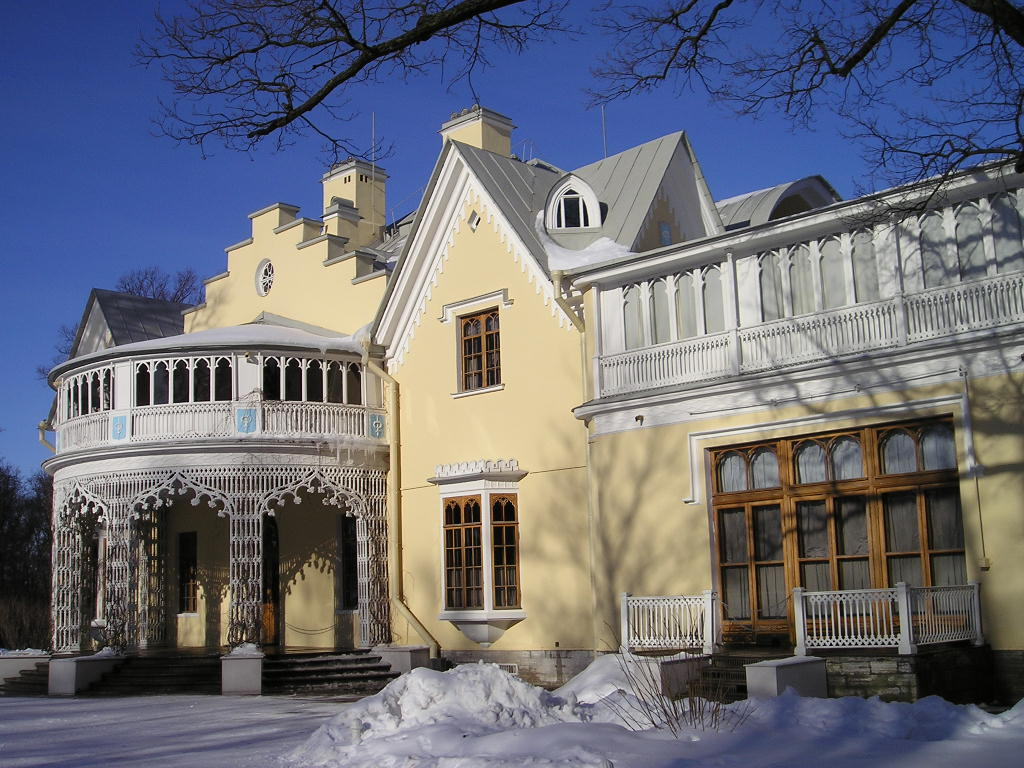
Sommerresidenz Cottage Nikolais I. (1826–1829), Alexandrija-Park, Peterhof
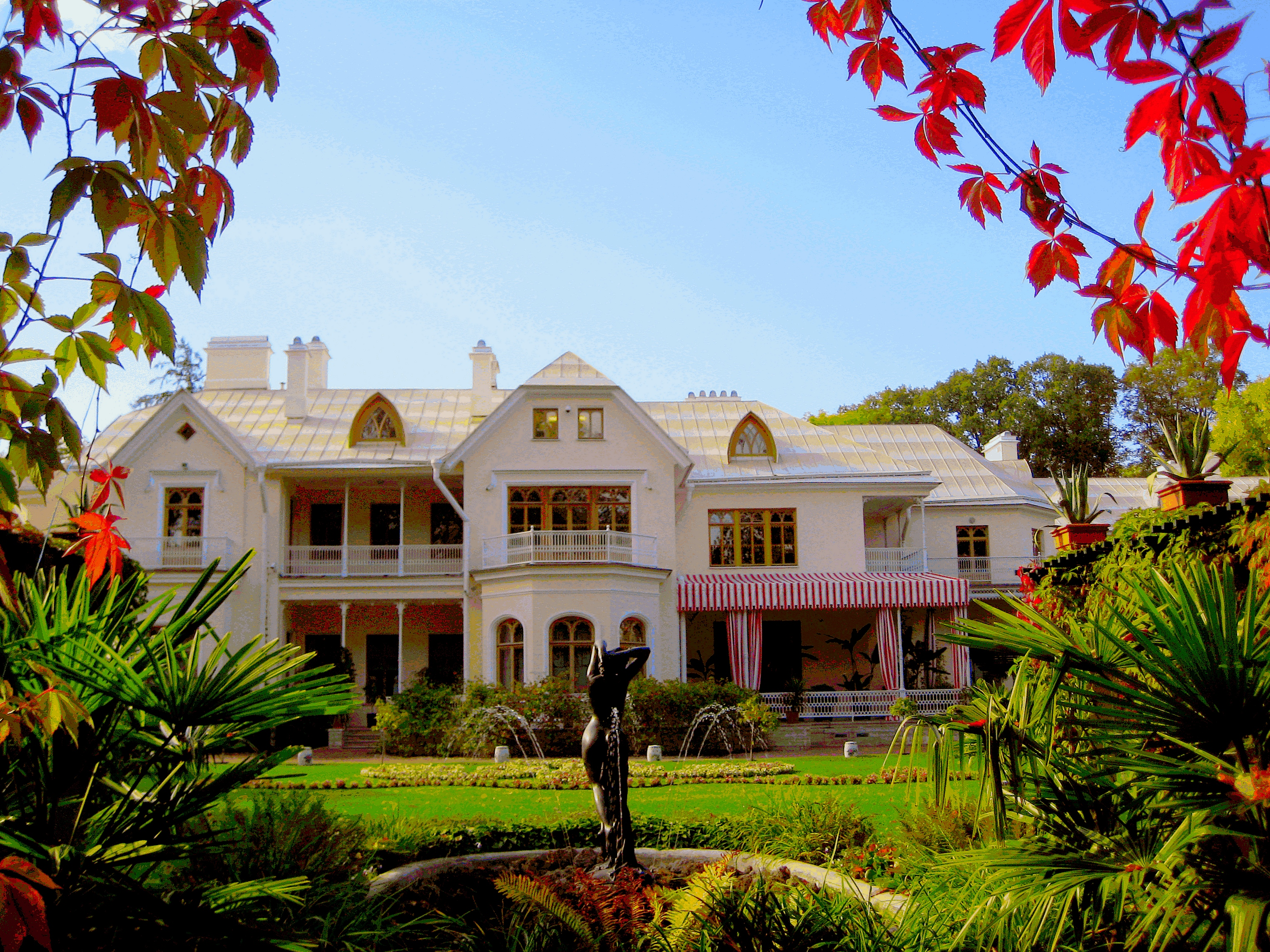
Farmhof (1828–1830, mehrfach umgebaut von A. I. Stackenschneider), Alexandrija-Park, Peterhof
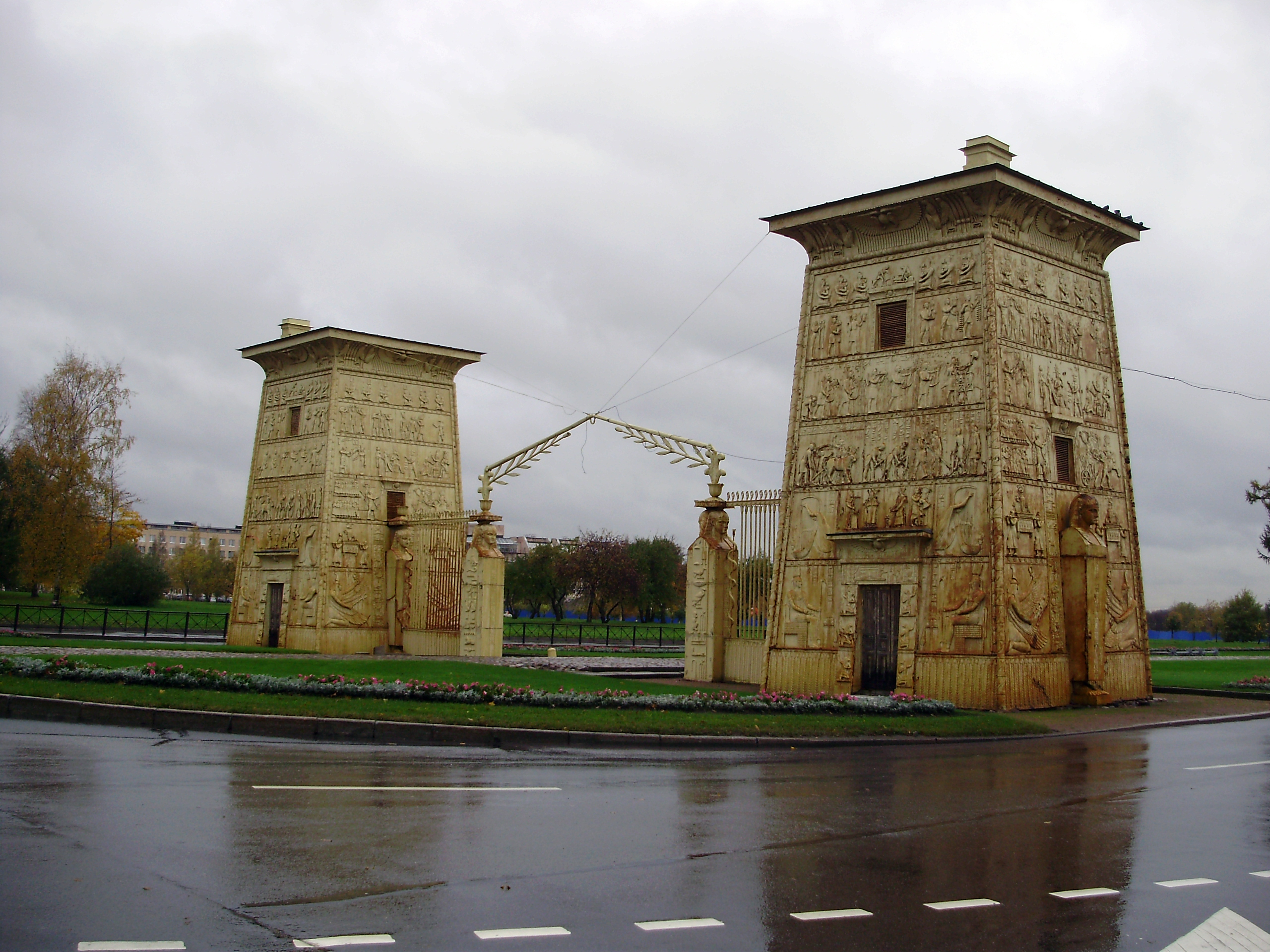
Ägyptisches Tor (1829–1832), Zarskoje Selo